# Милорад
Милора́д — мужское имя славянского происхождения. Распространено в Сербии. Значение имени: «милая радость», «сентиментальный», другой вариант — «Милый и радостный». Состоит из праславянских прилагательных milъ и radъ.

От этого имени происходит фамилия сербских князей и малорусского дворянского рода, выходцев из Сербии — Милорадовичи.

## Известные носители
- Милорад Додик (род. 1956) — президент Республики Сербской и Боснии и Герцеговины с ноября 2010 года.
- Милорад Лукович (род. 1968) — командир спецназа «Супер тигры» Сербской добровольческой гвардии и спецназа «Красные береты» Службы госбезопасности Сербии.
- Милорад Чавич (род. 1984) — сербский пловец.
- Милорад Пекович (род. 1977) — черногорский футболист.
- Милорад Арсениевич (1906—1987) — югославский футболист.
- Милорад Кнежевич (1936—2005) — сербский шахматист.
- Милорад Павич (1921—2005) — сербский футболист.
- Милорад Корач (род. 1969) — югославский футболист, сербский футбольный тренер.
- Милорад Павич (1929—2009) — югославский и сербский поэт.
- Милорад Благоевич (род. 1956) — американский политик сербского происхождения.
- Милорад Пуповац (род. 1955) — хорватский филолог и политик, вице-президент Независимой демократической сербской партии.
- Милорад Гаврилович (1861—1931) — сербский и югославский актёр и режиссёр.